# Aladin Sky Atlas
Aladin Sky Atlas és un atles del cel realitzat mitjançant un programari interactiu que permet a l'usuari visualitzar les imatges astronòmiques digitalitzades, superposar a aquestes les entrades dels catàlegs o bases de dades astronòmiques i accedir de forma interactiva a la base de dades SIMBAD, al servei VizieR i a altres arxius de totes les fonts conegudes en aquest camp.

És una aplicació integrada en el CDS ("Centre de Dades astronòmiques d'Estrasburg"), que va ser creada l'any 1999. Des de llavors, s'ha convertit en un portal VO ("Observatori Virtual") àmpliament utilitzat per astrònoms i professionals, capaç d'afrontar reptes com la localització de dades d'interès, l'accés a bases de dades distribuïdes, l'exploració i la visualització de dades en diverses longituds d'ona. Aladin es desenvolupada i mantinguda pel Centre de Dades astronòmiques d'Estrasburg (CDS) i lliurada amb llicència GNU GPL v3.
El compliment de les normes existents en VO, la interconnexió amb uns altres, la visualització, eines d'anàlisis, i la capacitat de comparar fàcilment les dades heterogènies, són temes clau que li permeten ser una eina d'exploració de dades i integració d'alt abast.
El programa està disponible en tres modalitats: 
- Una aplicació Java independent, en versions (Windows, Mac i Linux) descarregables i immediatament executables.
- Una interfície mitjançant un applet de Java, executable en la pròpia web.
- Una vista prèvia simple.

La pàgina posseeix un complet elenc de tutorials, tant d'Aladin Sky Atles, com de la base de dades SIMBAD, del servei de catàlegs VizieR i del CDS al complet.
L'ús d'Aladin necessita una lectura prèvia de les instruccions encara que, una vegada sabut de què es tracta, és molt simple i intuïtiu. Bàsicament, l'operativa amb el programa consisteix en:
- En primer lloc, triar un catàleg d'imatges, a gust de l'usuari.
- En segon lloc, triar un objecte celeste d'aquest catàleg, denominant-ho bé per les seves coordenades (Ascensió Recta i Declinació) o pel seu "nom". Per identificar l'objecte valen els objectes Messier amb el seu codi M-nn (la "galàxia de Andrómeda" es cataloga en aquest com M31, per exemple).
- A continuació, cal indicar en el formulari l'angle que abastarà aquest objecte, en graus i minuts d'arc.
- Una vegada fet això, es fa la petició al servidor i aquest retorna totes les fotografies que disposa. Seleccionem les que ens vengen bé per al nostre treball i les demanem.
- L'aplicació les rep i les disposa en capes. A partir d'aquest moment, Aladin es comporta com un programa de tractament d'imatges 2D, permetent múltiples operacions amb aquestes imatges (superposició, combinat, filtrat, tractament RGB, ampliació, reducció, etc...) inclosa l'exportació final de la imatge en diversos formats de sortida (JPEG, BMP, GIF, etc...).
- Quant als filtres, Aladin disposa d'un complet sistema de filtrat configurable per l'usuari.
- Es poden combinar imatges de diferents catàlegs (Aladin + Simbad, per exemple) i superposar-les, canviant les propietats de cadascuna d'elles de forma independent de les altres, a fi d'obtenir la imatge final desitjada per l'usuari.
- Una vegada es tenen les imatges a l'àrea de treball, l'usuari pot identificar els objectes astronòmics (estels, nebuloses, etc...) punxant amb el ratolí sobre ells i obtenint les seves dades del catàleg. Punxant sobre aquestes dades, és fàcil saltar al servidor de dades, que mostrarà els mateixos detalladament.
- Aladin disposa de manera multi-vista, podent presentar diverses vistes del treball simultàniament en la finestra.
- Permet realitzar nous calibratges, reintroduint les coordenades sobre les fotografies.
- Permet crear scripts executables en finestres de tipus comandament.

Aladin és més que un simple Atles del Cel. Sota la direcció i coordinació del CDS, aquesta aplicació integra els següents mòduls:
- Els catàlegs VizieR.
- L'aplicació SIMBAD, d'objectes astronòmics.
- Un diccionari de nomenclatura.
- Bibliografia.
- L'aplicació AstroGlu.
- Les Pàgines Grogues que contenen la Star#s Family i AstroWeb.